# Adelheid Marie af Anhalt-Dessau
Adelheid Marie af Anhalt-Dessau (25. december 1833–24. november 1916) var en tysk prinsesse af Anhalt-Dessau og medlem af Huset Askanien. Som ægtefælle til Adolf 1. var hun den sidste hertuginde af Nassau fra 1851 til 1866 og storhertuginde af Luxembourg fra 1890 til 1905.

## Biografi

### Fødsel og baggrund
Adelheid Marie blev født juledag 1833 i Dessau i Hertugdømmet Anhalt-Dessau som datter af Prins Frederik August af Anhalt-Dessau og Prinsesse Marie af Hessen-Kassel.
Hendes far var en yngre søn af arveprins Frederik af Anhalt-Dessau (1769–1814) og sønnesøn af hertug Leopold 3. af Anhalt-Dessau (1740–1817). Han var dermed en yngre bror til den regerende hertug Leopold 4. af Anhalt-Dessau, der var blevet hertug af Anhalt-Dessau, da Leopold 3. døde i 1817.
Prinsesse Adelheid Maries mor var datter af prinsesse Charlotte af Danmark (1789– 1864) og landgreve Vilhelm af Hessen-Kassel (1787–1867). Prinsesse Marie var dermed datterdatter af Arveprins Frederik og oldedatter af kong Frederik 5. af Danmark-Norge og Juliane Marie af Danmark-Norge. Prinsesse Maries yngre søster Louise af Hessen-Kassel blev gift med Christian 9. og dermed dronning af Danmark. Gennem sin mor var Prinsesse Adelheid Marie dermed kusine til blandt andre kong Frederik 8. af Danmark, kong Georg 1. af Grækenland, dronning Alexandra af Storbritannien og kejserinde Dagmar af Rusland.
Prinsesse Adelheid Marie havde to yngre søstre; Prinsesse Bathildis (18371902), der blev gift med Prins Vilhelm af Schaumburg-Lippe og grundlagde en sidelinje til fyrstehuset Schaumburg-Lippe, som boede på slottet Náchod i Bøhmen. Den yngste søster Prinsesse Hilda (1839–1926) levede ugift i Dessau.

### Ægteskab og børn
Adelheid Marie blev gift den 23. april 1851 i Dessau med Hertug Adolf 1. af Nassau, fra 1890 storhertug af Luxembourg.
Der blev født fem børn i ægteskabet:
- Vilhelm (1852-1912), storhertug af Luxembourg 1905-1912.

gift 1893 med Maria Anna af Portugal (1861-1942)
- Friedrich Paul Wilhelm af Nassau (23. september 1854 – 23. oktober 1855).
- Marie Bathildis af Nassau (14. november 1857 – 28, december 1857).
- Franz Joseph Wilhelm af Nassau (30. januar 1859 – 2. april 1875).
- Hilda (1864-1952)

gift 1885 med arveprins Frederik af Baden. I 1907 blev han landets sidste storhertug. Frederik 2. af Baden abdicerede den 22. november 1918.

### Senere liv
Storhertug Adolf døde 88 år gammel i 1905. Storhertuginde Adelheid Marie overlevede sin mand med 11 år og døde 82 år gammel den 24. november 1916 i Königstein im Taunus i Tyskland.